# Майже знамениті
«Майже знамениті» (англ. Almost Famous) — американський драмедійний фільм 2000 року режисера та сценариста Камерона Кроу, що розповідає вигадану історію про підлітка, який працював журналістом Rolling Stone, пишучи статтю про вигадану рок-групу Stillwater (названу на честь реально існуючої групи Stillwater), і його спроби добитись її публікації. Фільм напівавтобіографічний, оскільки Кроу сам в юності писав для Rolling Stone.
Фільм базується на подорожах Камерона з такими рок-групами як Poco, The Allman Brothers Band, Led Zeppelin, Eagles, Lynyrd Skynyrd, і Stillwater. У статті для Rolling Stone він описує те, як втратив цноту, закохався і зустрів своїх героїв.
Попри невисоку популярність, фільм отримав позитивні відгуки і чотири номінації на Оскар, одна з яких принесла Кроу нагороду за найкращий сценарій. Також в 2001 була отримана премія Ґреммі за найкращу музику до фільму. Роджер Іберт назвав цей фільм найкращим фільмом року. Також фільм отримав два Золоті глобуси, один з яких отримала Кейт Гадсон як найкраща акторка другого плану.

## Сюжет
Це дотепна і зворушлива історія про те, як простий американський хлопчисько Вільям Міллер волею випадку став кореспондентом авторитетного музичного журналу «Роллінг Стоун» і за завданням редакції вирушив у турне з групою «Стілвотер». У компанії суворих рокерів, юних фанаток і з гормонами, що грають у його крові, хлопець робить свій перший крок у повне дивовижних пригод доросле життя.

## В ролях
| Актор                | Роль               |
| -------------------- | ------------------ |
| Патрік Фуджит        | Вільям Міллер      |
| Біллі Крудап         | Рассел Геммонд     |
| Френсіс МакДорманд   | Елейн Міллер       |
| Кейт Гадсон          | Пенні Лейн         |
| Джейсон Лі           | Джефф Бебе         |
| Зої Дешанель         | Аніта Міллер       |
| Анна Паквін          | Полексія Афродізія |
| Файруза Балк         | Сапфір             |
| Ноа Тейлор           | Дік Розуелл        |
| Філіп Сеймур Гоффман | Лестер Бенгс       |
| Джей Барушель        | Вік Моноз          |
| Джиммі Феллон        | Денніс Хоуп        |
| Рейн Вілсон          | Девід Фелтон       |
| Ерік Стоунстріт      | Клерк Шелдон       |
| Єйон Бейлі           | Джен Веннер        |
| Марк Марон           | злий промоутер     |